# St. Nikolaus (Bad Kreuznach)

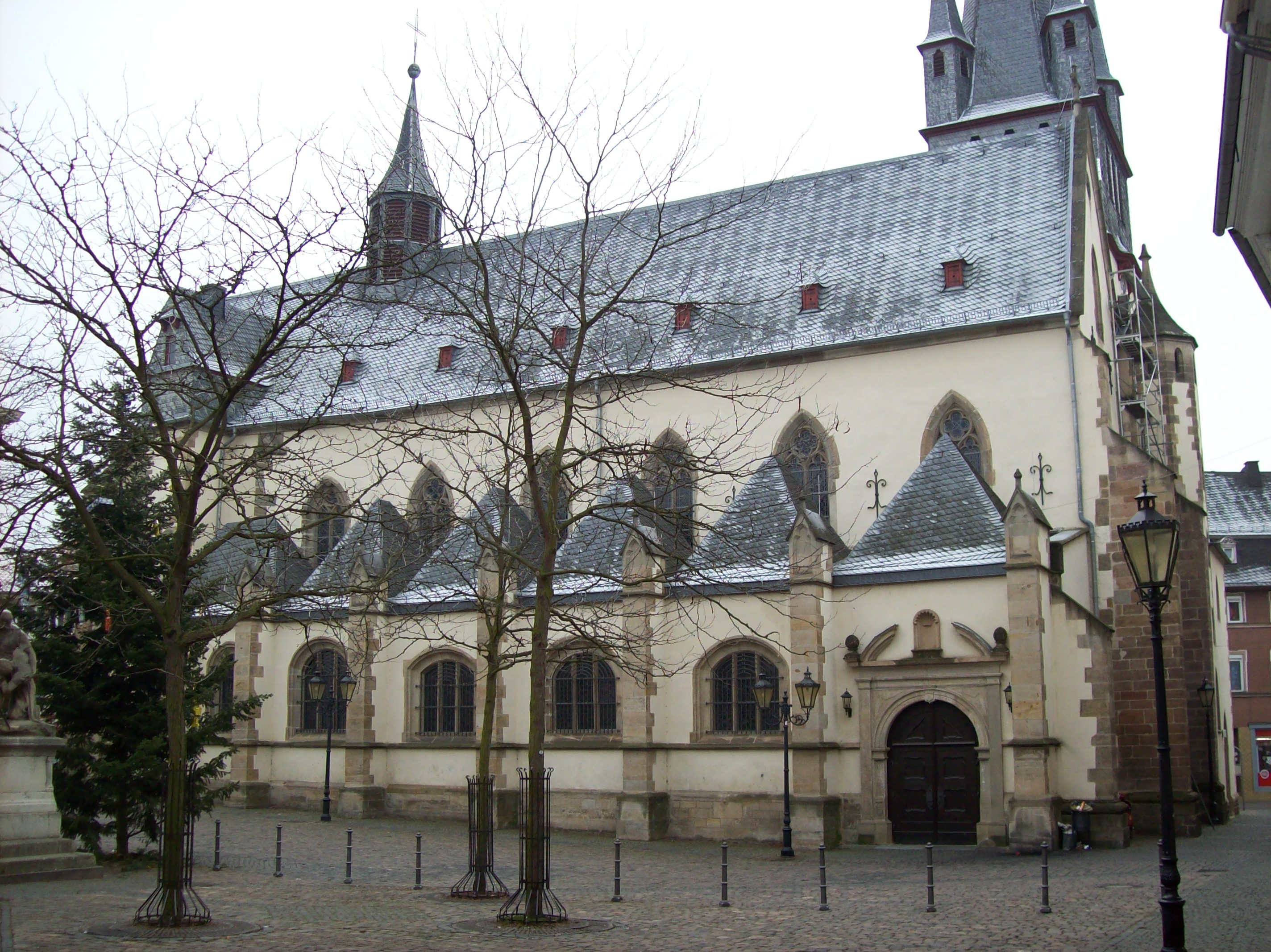
Nikolauskirche

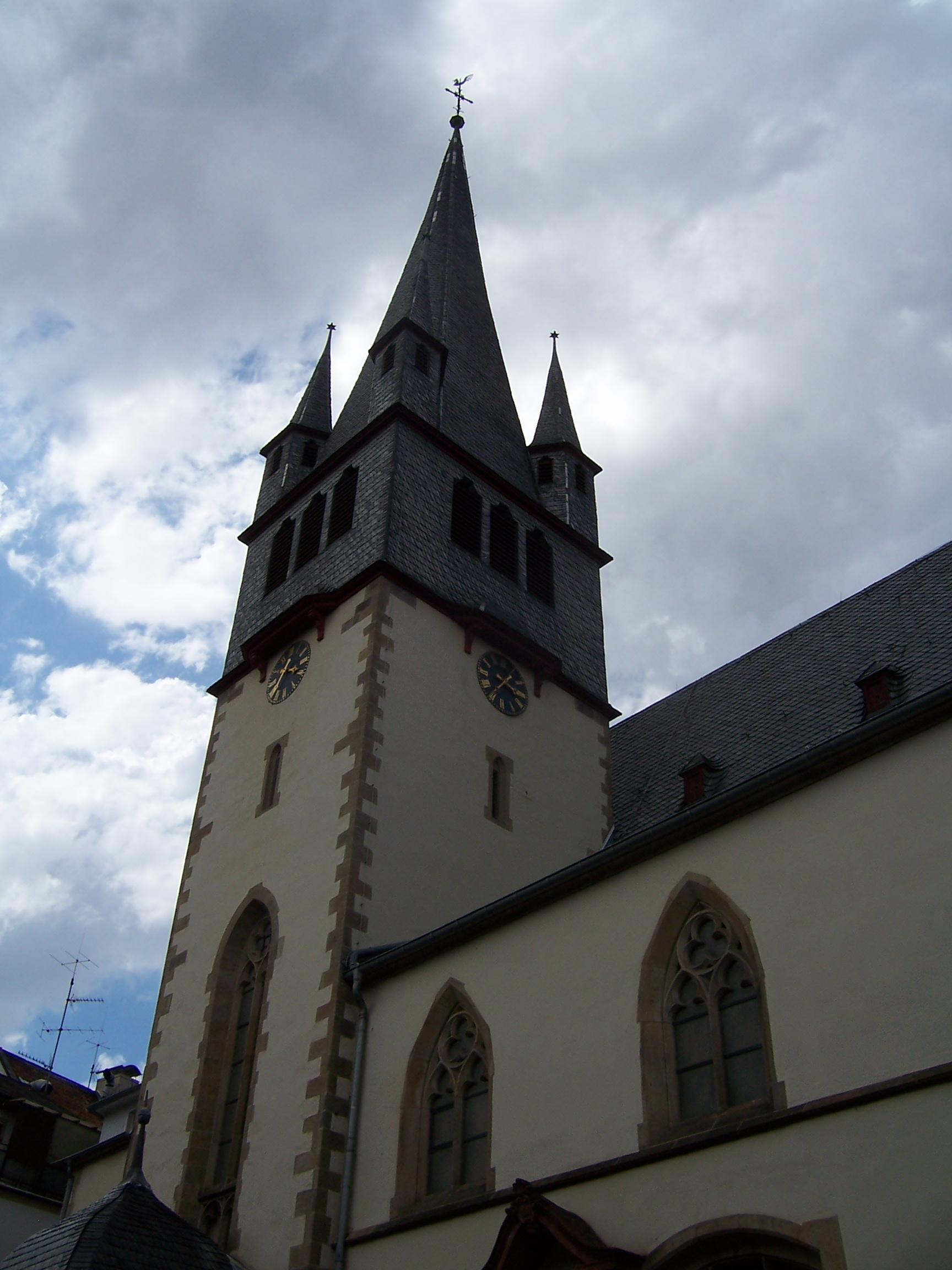
Turm von St. Nikolaus

Die St. Nikolauskirche ist eine katholische Pfarrkirche in Bad Kreuznach. Das Gotteshaus war ursprünglich Klosterkirche der Karmeliten.

## Geschichte
1260 stifteten die Grafen von Sponheim die Nikolauskapelle. 1266 forderten Werner von Eppstein, der Erzbischof von Mainz, und die Bischöfe von Speyer die Gläubigen in einem Ablassbrief die Gemeinde zur Mithilfe beim Bau auf. Graf Johann von Sponheim stiftete 1281 die Kapelle dem Karmeliterorden.
Nach 1290 wurde die Kapelle zur heutigen Nikolauskirche umgestaltet. Der Bau erfolgte entsprechend der Erfordernisse der Bettelordensarchitektur. Im 19. Jahrhundert wurde der Abriss der Kirche erwogen, was von Seiten des preußischen Kulturministeriums nicht genehmigt wurde. Von 1898 bis 1904 wurde sie grundlegend renoviert und durch einen Kirchturm ergänzt. Sämtliche Glasfenster schuf der Frankfurter Glasmaler Alexander Linnemann.

## Orgel
Eine Orgel ist bereits für das Jahr 1474 bezeugt. Als die Kirche im ersten Viertel des 18. Jahrhunderts ihre barocke Ausstattung erhielt, wurde auch eine neue Orgel eingebaut. Informationen über den Orgelbauer sind nicht erhalten. Die Orgel wurde 1897/1898 nach Kloster Ravengiersburg verkauft und umgesetzt, wo der Prospekt erhalten ist. Michael Körfer baute 1903 eine neue Orgel, die 1932 von Hans Klais erweitert wurde (III/P/37). Im Zuge der Kirchenrenovierung wurde die Orgel abgebaut und bei der Orgelbaufirma Oberlinger (Windesheim) eingelagert. Die Firma stellte 1985 eine neue Orgel mit elf Registern auf zwei Manualen und Pedal auf.
Das heutige Instrument wurde 2003 von Oberlinger erbaut. Das Schleifladeninstrument hat 24 Register auf zwei Manualen und Pedal sowie zwei Effektregister. Die Spiel- und Registertrakturen sind mechanisch.
| I Hauptwerk C–g3 |        |
| Principal        | 8′     |
| Rohrflöte        | 8′     |
| Viola da Gamba   | 8′     |
| Octave           | 4′     |
| Kleingedeckt     | 4′     |
| Salicional       | 4′     |
| Quinte           | 2 ⁄3′  |
| Superoctave      | 2′     |
| Terz             | 1 3⁄5′ |
| Mixtur IV        | 1 ⁄3′  |
| Trompete         | 8′     |
| Cymbelstern      |        |

| II Brustwerk C–g3 |       |
| Hohlpfeife        | 8′    |
| Flaut travers     | 8′    |
| Quintatön         | 8′    |
| Principal         | 4′    |
| Blockflöte        | 4′    |
| Octave            | 2′    |
| Quinte            | 1 ⁄3′ |
| Krummhorn         | 8′    |
| Glockenspiel      |       |

| Pedalwerk C–f1 |     |
| Subbass        | 16′ |
| Violonbass     | 16′ |
| Octavbass      | 8′  |
| Violoncello    | 8′  |
| Posaune        | 16′ |

## Kirchenmusik
An der Nikolauskirche wirkte u. a. der Kirchenmusiker Fridel Grenz. Zurzeit sind Markus Maximilian Jungert (Capella Nikolai) und Wolfgang Kallfelz (Chor Cantamus) als Chorleiter tätig.